# Tadrart
Tadrart (en àrab تدرارت, Tadrārt; en amazic ⵜⴰⴷⵔⴰⵔⵜ) és una comuna rural de la prefectura d'Agadir Ida-Outanane, a la regió de Souss-Massa, al Marroc. Segons el cens de 2014 tenia una població total de 4.530 persones. Fou constituïda en 1992.